# Celles, Dordogne
Celles (trong tiếng Occitan Cella) là một xã của Pháp, nằm ở tỉnh Dordogne trong vùng Aquitaine của Pháp. Xã này có diện tích 27,83 km2, dân số năm 2007 là 555 người. Xã nằm ở khu vực có độ cao trung bình 91 m trên mực nước biển.

## Thông tin nhân khẩu
| Năm    | 1962 | 1968 | 1975 | 1982 | 1990 | 1999 | 2007 |
| ------ | ---- | ---- | ---- | ---- | ---- | ---- | ---- |
| Dân số | 761  | 675  | 582  | 600  | 597  | 552  | 555  |